# Человек-паук: Грусть
Человек-паук: Грусть (англ. Spider-Man: Blue) — ограниченная серия комиксов из шести выпусков, которая выпускалась издательством Marvel Comics в период с июля 2002 по апрель 2003. Серия была написана Джефом Лоубом и проиллюстрированна Тимом Сейлом; их творческий дуэт также работал над такими сериями комиксов, как Daredevil: Yellow, Hulk: Gray и Captain America: White .

## Сюжет
В День святого Валентина Питер Паркер вспоминает свою погибшую девушку Гвен Стейси. Он записывает на магнитофон свой рассказ о том, как они влюбились друг в друга.
В серии описываются события, происходившие в The Amazing Spider-Man vol. 1 #43—48 и #63, но хронологический порядок событий нарушается. Также выясняется, что Крэйвен-охотник, появившийся в #47, находится во главе всех остальных суперзлодеев, сражающихся с Человеком-пауком в этом временном отрывке.
Питер заканчивает свой рассказ тем, как Гвен Стейси в День святого Валентина просит его стать её Валентином. После этого Питер говорит, что смерть Гвен оставила огромный отпечаток в его жизни, а Мэри Джейн вновь научила его любить. Вдруг он замечает, что его жена Мэри Джейн находится рядом и слушает. Она просит его передать Гвен привет и сказать ей как сильно она по ней скучает.

## Коллекционные издания
Spider-Man: Blue была выпущена отдельной книгой:
- Spider-Man: Blue (мягкая обложка, 144 страницы, май 2002, ISBN 0-7851-1071-2; твёрдая обложка, 162 страницы, январь 2009, ISBN 0-7851-3446-8)

## Экранизация
По мотивам комикса Был снят фанатский фильм Человек-паук: Лотос который основан на комиксе "Человек-паук: Грусть."